# Scaphyglottis panamensis
Scaphyglottis panamensis är en orkidéart som beskrevs av Bryan Roger Adams. Scaphyglottis panamensis ingår i släktet Scaphyglottis och familjen orkidéer.
Artens utbredningsområde är Panamá. Inga underarter finns listade i Catalogue of Life.